# Veliki Osolnik
Veliki Osolnik je naselje v Občini Velike Lašče.